# Женска фудбалска репрезентација Боливије
Женска фудбалска репрезентација Боливије (шп. Selección femenina de fútbol de Bolivia је женски фудбалски тим који представља Боливију на међународним такмичењима и такмичи се у Конфедерацији фудбалских савеза Јужне Америке (Конмебол). Боливија се никада није квалификовала за Светско првенство или Олимпијске игре и увек је била елиминисана у групној фази Копе Америка за жене. Боливија се кроз историју увек такмичила само у Копа Америка за жене и учествовала на Боливарским играма.

## Достигнућа

### Светско првенство за жене
| Светско првенство у фудбалу за жене резултати | Светско првенство у фудбалу за жене резултати | Светско првенство у фудбалу за жене резултати | Светско првенство у фудбалу за жене резултати | Светско првенство у фудбалу за жене резултати | Светско првенство у фудбалу за жене резултати | Светско првенство у фудбалу за жене резултати | Светско првенство у фудбалу за жене резултати |
| Година                                        | Резултат                                      | Ута                                           | Поб                                           | Нер                                           | Изг                                           | ГД                                            | ГП                                            |
| --------------------------------------------- | --------------------------------------------- | --------------------------------------------- | --------------------------------------------- | --------------------------------------------- | --------------------------------------------- | --------------------------------------------- | --------------------------------------------- |
| 1991.                                         | Нису учествовали                              | Нису учествовали                              | Нису учествовали                              | Нису учествовали                              | Нису учествовали                              | Нису учествовали                              | Нису учествовали                              |
| 1995.                                         | Није се квалификовала                         | Није се квалификовала                         | Није се квалификовала                         | Није се квалификовала                         | Није се квалификовала                         | Није се квалификовала                         | Није се квалификовала                         |
| 1999.                                         | Није се квалификовала                         | Није се квалификовала                         | Није се квалификовала                         | Није се квалификовала                         | Није се квалификовала                         | Није се квалификовала                         | Није се квалификовала                         |
| 2003.                                         | Није се квалификовала                         | Није се квалификовала                         | Није се квалификовала                         | Није се квалификовала                         | Није се квалификовала                         | Није се квалификовала                         | Није се квалификовала                         |
| 2007.                                         | Није се квалификовала                         | Није се квалификовала                         | Није се квалификовала                         | Није се квалификовала                         | Није се квалификовала                         | Није се квалификовала                         | Није се квалификовала                         |
| 2011.                                         | Није се квалификовала                         | Није се квалификовала                         | Није се квалификовала                         | Није се квалификовала                         | Није се квалификовала                         | Није се квалификовала                         | Није се квалификовала                         |
| 2015.                                         | Није се квалификовала                         | Није се квалификовала                         | Није се квалификовала                         | Није се квалификовала                         | Није се квалификовала                         | Није се квалификовала                         | Није се квалификовала                         |
| 2019.                                         | Није се квалификовала                         | Није се квалификовала                         | Није се квалификовала                         | Није се квалификовала                         | Није се квалификовала                         | Није се квалификовала                         | Није се квалификовала                         |
| 2023.                                         | Није играно                                   | Није играно                                   | Није играно                                   | Није играно                                   | Није играно                                   | Није играно                                   | Није играно                                   |
| Укупно                                        | -                                             | -                                             | -                                             | -                                             | -                                             | -                                             | -                                             |

### Олимпијске игре
| Олимпијске игре резултати | Олимпијске игре резултати | Олимпијске игре резултати | Олимпијске игре резултати | Олимпијске игре резултати | Олимпијске игре резултати | Олимпијске игре резултати | Олимпијске игре резултати |
| Година                    | Резултат                  | Ута                       | Поб                       | Нер                       | Изг                       | ГД                        | ГП                        |
| ------------------------- | ------------------------- | ------------------------- | ------------------------- | ------------------------- | ------------------------- | ------------------------- | ------------------------- |
| 1996.                     | Није се квалификовала     | Није се квалификовала     | Није се квалификовала     | Није се квалификовала     | Није се квалификовала     | Није се квалификовала     | Није се квалификовала     |
| 2000.                     | Није се квалификовала     | Није се квалификовала     | Није се квалификовала     | Није се квалификовала     | Није се квалификовала     | Није се квалификовала     | Није се квалификовала     |
| 2004.                     | Није се квалификовала     | Није се квалификовала     | Није се квалификовала     | Није се квалификовала     | Није се квалификовала     | Није се квалификовала     | Није се квалификовала     |
| 2008.                     | Није се квалификовала     | Није се квалификовала     | Није се квалификовала     | Није се квалификовала     | Није се квалификовала     | Није се квалификовала     | Није се квалификовала     |
| 2012.                     | Није се квалификовала     | Није се квалификовала     | Није се квалификовала     | Није се квалификовала     | Није се квалификовала     | Није се квалификовала     | Није се квалификовала     |
| 2016.                     | Није се квалификовала     | Није се квалификовала     | Није се квалификовала     | Није се квалификовала     | Није се квалификовала     | Није се квалификовала     | Није се квалификовала     |
| 2020.                     | Није се квалификовала     | Није се квалификовала     | Није се квалификовала     | Није се квалификовала     | Није се квалификовала     | Није се квалификовала     | Није се квалификовала     |
| 2024.                     | Није играно               | Није играно               | Није играно               | Није играно               | Није играно               | Није играно               | Није играно               |
| Укупно                    | -                         | -                         | -                         | -                         | -                         | -                         | -                         |

### Копа Америка за жене
| Копа Америка за жене рекорд | Копа Америка за жене рекорд | Копа Америка за жене рекорд | Копа Америка за жене рекорд | Копа Америка за жене рекорд | Копа Америка за жене рекорд | Копа Америка за жене рекорд | Копа Америка за жене рекорд |                  |
| Година                      | Резултат                    | Ута                         | Поб                         | Нер*                        | Изг                         | ГД                          | ГП                          |                  |
| --------------------------- | --------------------------- | --------------------------- | --------------------------- | --------------------------- | --------------------------- | --------------------------- | --------------------------- | ---------------- |
| 1991.                       | Није учествовала            | Није учествовала            | Није учествовала            | Није учествовала            | Није учествовала            | Није учествовала            | Није учествовала            | Није учествовала |
| 1995.                       | Групна фаза                 | 4                           | 0                           | 0                           | 4                           | 1                           | 44                          |                  |
| 1998.                       | Групна фаза                 | 4                           | 0                           | 1                           | 3                           | 5                           | 18                          |                  |
| 2003.                       | Прва фаза                   | 2                           | 1                           | 0                           | 1                           | 8                           | 4                           |                  |
| 2006.                       | Прва фаза                   | 4                           | 0                           | 1                           | 3                           | 4                           | 14                          |                  |
| 2010.                       | Прва фаза                   | 4                           | 1                           | 0                           | 3                           | 5                           | 11                          |                  |
| 2014.                       | Прва фаза                   | 4                           | 0                           | 0                           | 4                           | 2                           | 25                          |                  |
| 2018.                       | Прва фаза                   | 4                           | 1                           | 0                           | 3                           | 1                           | 18                          |                  |
| Укупно                      | Прва фаза                   | 26                          | 3                           | 2                           | 21                          | 26                          | 134                         |                  |

*Нерешени мечеви укључују нокаут мечеве који су донети једанаестерци.

### Панамеричке игре
| Панамеричке игре резултати | Панамеричке игре резултати | Панамеричке игре резултати | Панамеричке игре резултати | Панамеричке игре резултати | Панамеричке игре резултати | Панамеричке игре резултати | Панамеричке игре резултати |
| Година                     | Резултат                   | Ута                        | Поб                        | Нер*                       | Изг                        | ГД                         | ГП                         |
| -------------------------- | -------------------------- | -------------------------- | -------------------------- | -------------------------- | -------------------------- | -------------------------- | -------------------------- |
| 1999.                      | Није учествовала           | Није учествовала           | Није учествовала           | Није учествовала           | Није учествовала           | Није учествовала           | Није учествовала           |
| 2003.                      | Није учествовала           | Није учествовала           | Није учествовала           | Није учествовала           | Није учествовала           | Није учествовала           | Није учествовала           |
| 2007.                      | Није учествовала           | Није учествовала           | Није учествовала           | Није учествовала           | Није учествовала           | Није учествовала           | Није учествовала           |
| 2011.                      | Није се квалификовала      | Није се квалификовала      | Није се квалификовала      | Није се квалификовала      | Није се квалификовала      | Није се квалификовала      | Није се квалификовала      |
| 2015.                      | Није се квалификовала      | Није се квалификовала      | Није се квалификовала      | Није се квалификовала      | Није се квалификовала      | Није се квалификовала      | Није се квалификовала      |
| 2019.                      | Није се квалификовала      | Није се квалификовала      | Није се квалификовала      | Није се квалификовала      | Није се квалификовала      | Није се квалификовала      | Није се квалификовала      |
| Укупно                     | -                          | -                          | -                          | -                          | -                          | -                          | -                          |

*Нерешени мечеви укључују нокаут мечеве који су донети једанаестерци.

### Боливарске игре
| Боливарске игре рекорд | Боливарске игре рекорд | Боливарске игре рекорд | Боливарске игре рекорд | Боливарске игре рекорд | Боливарске игре рекорд | Боливарске игре рекорд | Боливарске игре рекорд |
| Година                 | Резултат               | Ута                    | Поб                    | Нер*                   | Изг                    | ГД                     | ГП                     |
| ---------------------- | ---------------------- | ---------------------- | ---------------------- | ---------------------- | ---------------------- | ---------------------- | ---------------------- |
| 2005                   | Четврто место          | 6                      | 1                      | 0                      | 5                      | 6                      | 15                     |
| 2009                   | Четврто место          | 4                      | 0                      | 1                      | 3                      | 5                      | 10                     |
| 2013. до данас         | U-20 турнир            | U-20 турнир            | U-20 турнир            | U-20 турнир            | U-20 турнир            | U-20 турнир            | U-20 турнир            |
| Укупно                 | Четврто место          | 10                     | 1                      | 1                      | 8                      | 11                     | 25                     |

*Нерешени мечеви укључују нокаут мечеве који су донети једанаестерци.